# Jan Saturnin Stupnicki
Jan Saturnin Stupnicki, rus. Іоаннь Сатурнусь Ступницький (ur. 16 października 1816 w Zuchorzycach, zm. 22 grudnia 1890 w Przemyślu) – przemyski biskup greckokatolicki (1872-1890).

## Życiorys
Z pochodzenia Rusinem. Był synem Andrzeja (wzgl. Stanisława; sędziego dominikalnego państwa zuchorzyckiego) i Anastazji z Bielawskich. Szkołę elementarną i gimnazjum ukończył we Lwowie, gdzie odbył też studia na Wydziale Filozoficznym Uniwersytetu Lwowskiego. W 1836 rozpoczął studia w Greckokatolickim Seminarium Generalnym we Lwowie. Święcenia kapłańskie otrzymał w 1842 z rąk biskupa Grzegorza Jachimowicza. Do 1843 był administratorem w Trościańcu, następnie powołany na registranta konsystorza metropolitarnego. W 1858 został kanclerzem, a w 1867 kanonikiem kapituły lwowskiej. 
W lipcu 1872 został mianowany, a 20 października 1872 został konsekrowany biskupem przemyskim. W 1877 otrzymał tytuł Asystenta Tronu Papieskiego.
W latach 1862–1872 pełnił funkcję dyrektora Galicyjskiej Kasy Oszczędności. Od 1863 wchodził w skład Ministerialnej Komisji Archeologicznej oraz Centralnej Komisji Konserwatorskiej w Wiedniu, biorąc udział w licznych wykopaliskach archeologicznych w całej Galicji. Był kolekcjonerem monet z całego świata, publikując kilka książek z dziedziny numizmatyki (m.in. Katalog monet i medali, 1855). W lipcu 1872 mianowany, a w październiku konsekrowany greckokatolickim biskupem przemyskim.
W latach 1873–1883 był wicemarszałkiem galicyjskiego Sejmu Krajowego. Był członkiem korespondentem Akademii Umiejętności w Krakowie oraz C. K. Centralnej Komisji Archeologicznej w Wiedniu. 

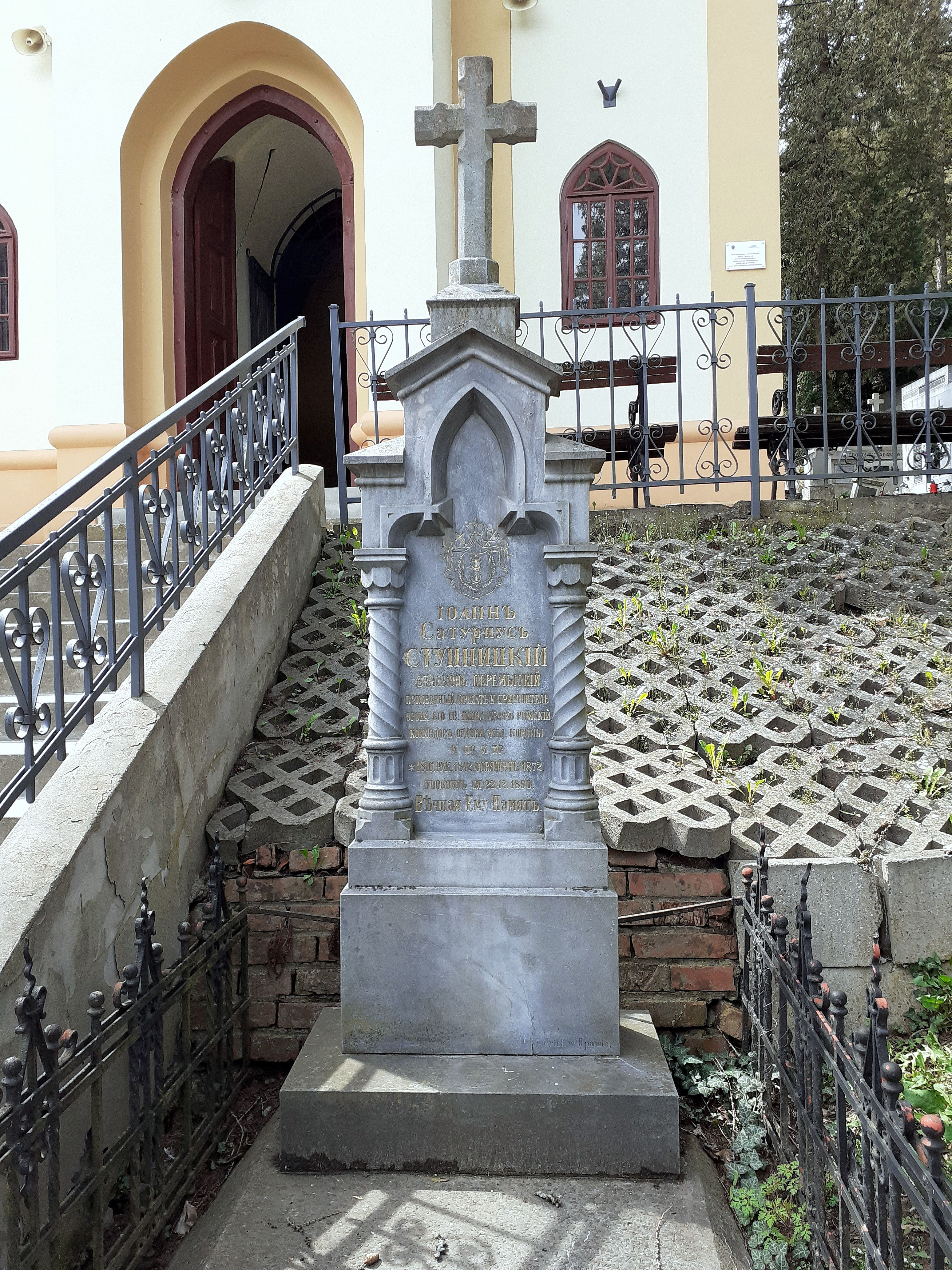
Nagrobek J.S. Stupnickiego

Był zwolennikiem zgody z narodem polskim. W 1881 otrzymał Order Korony Żelaznej II klasy.
Został pochowany na cmentarzu Głównym w Przemyślu.